# Snowboard-Juniorenweltmeisterschaften 2004
Die 8. FIS Snowboard-Juniorenweltmeisterschaften fanden vom 11. bis zum 14. Februar 2004 am Klínovec und in Oberwiesenthal statt. Ausgetragen wurden Wettkämpfe im Parallel-Riesenslalom, Snowboardcross, Halfpipe und Big Air.

## Medaillenspiegel
| Platz | Land               | Gold | Silber | Bronze | Gesamt |
| ----- | ------------------ | ---- | ------ | ------ | ------ |
| 1     | Finnland           | 3    | 1      | 1      | 5      |
| 2     | Frankreich         | 2    | -      | -      | 2      |
| 3     | Österreich         | 1    | 2      | 2      | 5      |
| 4     | Vereinigte Staaten | 1    | 1      | 2      | 4      |
| 5     | Polen              | 1    | 1      | -      | 2      |
| 6     | Japan              | -    | 1      | -      | 1      |
| 6     | Deutschland        | -    | 1      | -      | 1      |
| 6     | Italien            | -    | 1      | -      | 1      |
| 9     | Kanada             | -    | -      | 1      | 1      |
| 9     | Norwegen           | -    | -      | 1      | 1      |
| 9     | Schweiz            | -    | -      | 1      | 1      |
|       | Gesamt             | 8    | 8      | 8      | 24     |

## Ergebnisse Frauen

### Parallel-Riesenslalom
| Platz | Land        | Sportlerin          |
| ----- | ----------- | ------------------- |
| 1     | Finnland    | Niina Sarias        |
| 2     | Deutschland | Amelie Kober        |
| 3     | Schweiz     | Jasmin Seiler       |
| 4     | Deutschland | Zita Zeyer          |
| 5     | Deutschland | Anke Karstens       |
| 6     | Deutschland | Isabella Laböck     |
| 7     | Japan       | Meiko Tsukamoto     |
| 8     | Polen       | Dorota Zyla         |
| 9     | Italien     | Michelle Annunziata |
| 10    | Kanada      | Lilian Halme        |

Datum: 11. Februar 2004 am Klínovec

Es waren 54 Teilnehmerinnen am Start.

Weitere Teilnehmerinnen aus deutschsprachigen Ländern:

 Patrizia Kummer: 11. Platz

 Julia Dujmovits: 13. Platz

 Julia Rheinberger: 26. Platz

 Julia Haiderer: 32. Platz

 Nina Menghini: 36. Platz

 Susanne Moll: 49. Platz

### Snowboardcross
| Platz | Land                   | Sportlerin           |
| ----- | ---------------------- | -------------------- |
| 1     | Vereinigte Staaten     | Joanie Anderson      |
| 2     | Österreich             | Susanne Moll         |
| 3     | Norwegen               | Hilde Katrine Engeli |
| 4     | Finnland               | Niina Sarias         |
| 5     | Deutschland            | Amelie Kober         |
| 6     | Frankreich             | Aurelie Casali       |
| 7     | Vereinigtes Königreich | Zoe Gillings         |
| 8     | Frankreich             | Diane Thermoz Liaudy |
| 9     | Österreich             | Julia Dujmovits      |
| 10    | Japan                  | Yuka Fujimori        |

Datum: 14. Februar 2004 in Oberwiesenthal

Es waren 51 Teilnehmerinnen am Start.

Weitere Teilnehmerinnen aus deutschsprachigen Ländern:

 Isabella Laböck: 13. Platz

 Maria Ramberger: 14. Platz

 Tanja Uhlmann: 15. Platz

 Jasmin Seiler: 19. Platz

 Maria Bittel: 20. Platz

 Melanie Marty: 28. Platz

 Nicole Alig: 31. Platz

### Halfpipe
| Platz | Land               | Sportlerin       |
| ----- | ------------------ | ---------------- |
| 1     | Frankreich         | Sophie Rodriguez |
| 2     | Polen              | Paulina Ligocka  |
| 3     | Kanada             | Halley van Muyen |
| 4     | Frankreich         | Angele Clavet    |
| 5     | Finnland           | Tiina Lindström  |
| 6     | Vereinigte Staaten | Elena Hight      |
| 7     | Vereinigte Staaten | Joanie Anderson  |
| 8     | Kanada             | Sarah Conrad     |

Datum: 13. Februar 2004 am Klínovec

Es waren 32 Teilnehmerinnen am Start.

Weitere Teilnehmerinnen aus deutschsprachigen Ländern:

 Anna-Barbia Carl: 10. Platz

 Ursina Haller: 17. Platz

 Madeleine Schrank: 24. Platz

 Alexandra Hlawitschka: 30. Platz

### Big Air
| Platz | Land                   | Sportlerin       |
| ----- | ---------------------- | ---------------- |
| 1     | Polen                  | Paulina Ligocka  |
| 2     | Vereinigte Staaten     | Mary Sallah      |
| 3     | Finnland               | Anna Jalasti     |
| 4     | Kanada                 | Lindsey Edwards  |
| 5     | Schweiz                | Anna-Barbia Carl |
| 6     | Schweiz                | Liana Lasut      |
| 7     | Vereinigtes Königreich | Laura Berry      |
| 8     | Vereinigte Staaten     | Kimberly Fasani  |

Datum: 12. Februar 2004 in Oberwiesenthal

Es waren 19 Teilnehmerinnen am Start.

Weitere Teilnehmerinnen aus deutschsprachigen Ländern:

 Tina Luft: 12. Platz

 Alexandra Hlawitschka: 15. Platz

 Ursina Haller: 16. Platz

## Ergebnisse Männer

### Parallel-Riesenslalom
| Platz | Land               | Sportler        |
| ----- | ------------------ | --------------- |
| 1     | Österreich         | Dominik Fiegl   |
| 2     | Japan              | Hiroki Tozaki   |
| 3     | Österreich         | Benjamin Karl   |
| 4     | Slowenien          | Žan Košir       |
| 5     | Deutschland        | Patrick Bussler |
| 6     | Slowenien          | Rok Marguč      |
| 7     | Russland           | Andrei Tregubov |
| 8     | Österreich         | Markus Schairer |
| 9     | Vereinigte Staaten | David Manthei   |
| 10    | Deutschland        | Dominik Bussler |

Datum: 11. Februar 2004 am Klínovec

Es waren 76 Teilnehmer am Start.

Weitere Teilnehmer aus deutschsprachigen Ländern:

 Stefan Pletzer: 14. Platz

 Kaspar Flütsch: 20. Platz

 Fabio Ameseder: 22. Platz

 Nils Treml: 28. Platz

 Manuel Veith: 32. Platz

 Marco Lys: 34. Platz

 Nevin Galmarini: 44. Platz

 Michael Schreilechner: 45. Platz

 Tobias Fischer: 49. Platz

 Renato Livers: 52. Platz

### Snowboardcross
| Platz | Land        | Sportler              |
| ----- | ----------- | --------------------- |
| 1     | Frankreich  | Paul-Henri de Le Rue  |
| 2     | Italien     | Francesco Sandrini    |
| 3     | Österreich  | Markus Schairer       |
| 4     | Deutschland | Tobias Fischer        |
| 5     | Österreich  | Michael Schreilechner |
| 6     | Österreich  | Dominik Fiegl         |
| 7     | Deutschland | Patrick Bussler       |
| 8     | Schweiz     | Gian-Claudio Livers   |
| 9     | Kanada      | Mike Robertson        |
| 10    | Italien     | Emanuel Perathoner    |

Datum: 14. Februar 2004 in Oberwiesenthal

Es waren 99 Teilnehmer am Start.

Weitere Teilnehmer aus deutschsprachigen Ländern:

 Daniel Arnold: 12. Platz

 Ron Fischer: 24. Platz

 Manuel Veith: 25. Platz

 Kaspar Flütsch: 29. Platz

 Josef Lederer: 32. Platz

 Nevin Galmarini: 36. Platz

 Nils Treml: 39. Platz

 Andre Burgener: 43. Platz

 Maximilian Köpf: 71. Platz

 Michael Macho: DNF

### Halfpipe
| Platz | Land               | Sportler            |
| ----- | ------------------ | ------------------- |
| 1     | Finnland           | Markus Malin        |
| 2     | Finnland           | Sami Saarenpaa      |
| 3     | Vereinigte Staaten | Michael Goldschmidt |
| 4     | Frankreich         | Valerian Ducourtil  |
| 5     | Vereinigte Staaten | Louie Vito          |
| 6     | Kanada             | Brad Martin         |
| 7     | Norwegen           | Torstein Horgmo     |
| 8     | Finnland           | Jonne Heinonen      |

Datum: 13. Februar 2004 am Klínovec

Es waren 77 Teilnehmer am Start.

Weitere Teilnehmer aus deutschsprachigen Ländern:

 Benedikt Nadig: 11. Platz

 Sebastian Gilliand: 12. Platz

 Gian-Claudio Livers: 29. Platz

 Stephan Maurer: 30. Platz

 Philipp Strauss: 36. Platz

 Sebastian Müller: 39. Platz

 Tobias Strauss: 40. Platz

 Mario Camenisch: 41. Platz

 Toni Kurschat: 45. Platz

 Toni Suetovius: 58. Platz

### Big Air
| Platz | Land                   | Sportler          |
| ----- | ---------------------- | ----------------- |
| 1     | Finnland               | Pekka Ruokanen    |
| 2     | Österreich             | Hubert Fill       |
| 3     | Vereinigte Staaten     | Shayne Pospisil   |
| 4     | Norwegen               | Erik-Johan Botner |
| 5     | Finnland               | Peetu Piiroinen   |
| 6     | Liechtenstein          | Raphael Reuteler  |
| 7     | Vereinigtes Königreich | Tyler Chorlton    |
| 8     | Finnland               | Juuso Laivisto    |

Datum: 12. Februar 2004 in Oberwiesenthal

Es waren 80 Teilnehmer am Start.

Weitere Teilnehmer aus deutschsprachigen Ländern:

 Toni Suetovius: 11. Platz

 Maurice Gilliand: 12. Platz

 Gian-Claudio Livers: 21. Platz

 Stephan Maurer: 27. Platz

 Sebastian Gilliand: 30. Platz

 Philipp Strauss: 38. Platz

 Benedikt Nadig: 39. Platz

 Sebastian Müller: 63. Platz

 Tobias Strauss: 64. Platz

 Toni Kurschat: 70. Platz